# Jakub Teodor Trembecki
Jakub Teodor Trembecki, krypt.: J. T. T., (ur. 16 maja 1643 w Kisielinie, zm. między 25 maja 1719 a 11 kwietnia 1720) – polski poeta, kolekcjoner tekstów literackich, członek wspólnoty braci polskich.

## Życiorys
Był synem niezamożnego szlachcica, brata polskiego Jana Jakuba Ryniewicza i Anny ze Stojeńskich, wnuczki Piotra Stoińskiego młodszego i prawnuczki Grzegorza Pawła z Brzezin.  
Ojciec, gorliwy działacz, kaznodzieja i pisarz braci polskich, przybrał w roku 1644 nazwisko swej matki (Trembecka) na skutek grożącej mu banicji. Jakub Trembecki, do 10. roku życia, przebywał w Nowogródku i Uszomirze należącym do Jerzego Niemirycza. Około roku 1662 przebywał w Birżach, gdzie przypuszczalnie pobierał nauki szkolne. Potem pozostawał w służbie księcia Bogusława Radziwiłła, a po jego śmierci – w służbie Słuszków i Denhoffów. Po decyzji o wyganiu braci polskich Trembecki przeszedł najpierw na kalwinizm, a około roku 1670 na katolicyzm. Przed rokiem 1678 poślubił kalwinistkę Annę Niezabitowską. U schyłku lat 70. wieku XVII przeniósł się do swoich dóbr w Prusach Królewskich, gdzie pełnił obowiązki pisarza skarbowego pruskiego. Od roku 1686 dzierżawił starostwo w Kościerzynie. 

## Twórczość
Opracował zbiór rękopisów poetów braci polskich, kontynuując prace ojca. Wirydarz poetycki, ukończony w 1675 roku, opublikowany został w latach 1910–1911 przez Aleksandra Brücknera. Obok dzieł m.in. Kochanowskiego, Stanisława Lubienieckiego, Morsztyna i Przypkowskiego znalazły się w zbiorze także utwory samego Trembeckiego.

### Utwory i przekłady
- Wiersze różne i fraszki (podpisane kryptonimem: J. T. T.), powstałe w różnych okresach, wyd. w: J. T. Trembecki Wirydarz poetycki, t. 1-2, wyd. A. Brückner, Lwów 1910–1911, Zabytki Piśmiennictwa Polskiego nr 4-5 (tu m.in. drobne przekłady i przeróbki utworów: J. Kochanowskiego, Owena, M. K. Sarbiewskiego); pojedyncze wiersze i fraszki przedr.: J. Tuwim Cztery wieki fraszki polskiej, Warszawa 1937; także wyd. 2 Warszawa 1957; J. Dürr-Durski Arianie polscy w świetle własnej poezji, Warszawa 1948; S. Czernik, J. Huszcza, J. Saloni Księgi humoru polskiego. Od Reja do Niemcewicza, Łódź 1958.

- Wirydarz poetycki (usystematyzowana według autorów antologia tekstów, zawiera głównie teksty niedrukowane ówcześnie i niewielkie rozmiarami; L. Kamykowski sugeruje, że pracę nad zbiorem ukończył już w roku 1675 ojciec Jakuba Teodora, Jan Jakub Ryniewicz-Trembecki, który utwory swoje sygnował zapewne kryptonimem J. T., jego pióra jest wierszowana Przedmowa do Wirydarza...; Jakub Teodor kontynuował i uzupełnił pracę ojca, zmarłego w roku 1678), fragmenty ogł. J. K. Plebański, Biblioteka Warszawska 1889, t. 3-4; 1890, t. 2, 4; całość (z wyjątkiem fragm. obscenicznych) wyd. A. Brückner, Lwów 1910–1911, Zabytki Piśmiennictwa Polskiego nr 4-5; wybrane fraszki przedr. J. Tuwim Cztery wieki fraszki polskiej, Warszawa 1937; także wyd. 2 Warszawa 1957; rękopis: Biblioteka PAN w Krakowie
- Quodlibet (zbiór wierszy), rękopis zaginął
- Skarbiec oratorski (zbiór mów), rękopis zaginął.

### Listy
- Do Konstancji Denhoffowej z lat 1697–1714, rękopis: Biblioteka Czartoryskich nr 5970, pt. Archiwum Czartoryskich. Oddział listów, vol. 215, (w tym rękopisie znajdują się także listy syna, Jakuba Aleksandra, oraz prawdopodobnie i późniejsze listy Jakuba Teodora).